# FIS Marathon Cup 2013/2014
Sezon 2013/2014 FIS Marathon Cup rozpoczął się 15 grudnia 2013 roku włoskim maratonem La Sgambeda, a zakończył 9 marca 2014 roku szwajcarskim Engadin Skimarathon.
Obrońcami tytułu byli Estonka Tatjana Mannima wśród kobiet, a wśród mężczyzn Włoch Sergio Bonaldi. W tym sezonie najlepsi okazali się Finka Riitta-Liisa Roponen oraz Niemiec Tom Reichelt.

## Kalendarz i wyniki

### Mężczyźni
| Lp | Data             | Zawody                          | Dystans             | 1. miejsce      | 2. miejsce         | 3. miejsce      |
| -- | ---------------- | ------------------------------- | ------------------- | --------------- | ------------------ | --------------- |
| 1. | 15 grudnia 2013  | Livigno - La Sgambeda           | 42 km s. dowolnym   | Petter Northug  | Petr Novák         | Alaksiej Iwanou |
| 2  | 19 stycznia 2014 | Lienz - Dolomitenlauf           | 42 km s. dowolnym   | Petr Novák      | Martin Koukal      | Martin Bajčičák |
| 3. | 26 stycznia 2014 | Predazzo - Marcialonga          | 70 km s. klasycznym | Simen Østensen  | John Kristian Dahl | Jørgen Aukland  |
| 4. | 9 lutego 2014    | Lamoura - Transjurassienne      | 76 km s. dowolnym   | Mathias Wibault | Benoît Chauvet     | Toni Livers     |
| 5. | 16 lutego 2014   | Otepää - Tartu Maraton          | 63 km s. klasycznym | Zawody odwołano | Zawody odwołano    | Zawody odwołano |
| 6. | 22 lutego 2014   | Hayward - American Birkebeiner  | 52 km s. dowolnym   | Tom Reichelt    | Simone Paredi      | Sergio Bonaldi  |
| 7. | 1 marca 2014     | Szklarska Poręba - Bieg Piastów | 50 km s. klasycznym | Zawody odwołano | Zawody odwołano    | Zawody odwołano |
| 8. | 9 marca 2014     | Samedan - Engadin Skimarathon   | 42 km s. dowolnym   | Anders Gløersen | Jean-Marc Gaillard | Toni Livers     |

### Kobiety
| Lp | Data             | Zawody                          | Dystans             | 1. miejsce           | 2. miejsce           | 3. miejsce        |
| -- | ---------------- | ------------------------------- | ------------------- | -------------------- | -------------------- | ----------------- |
| 1. | 15 grudnia 2013  | Livigno - La Sgambeda           | 42 km s. dowolnym   | Riitta-Liisa Roponen | Seraina Boner        | Łarisa Szajdurowa |
| 2  | 19 stycznia 2014 | Lienz - Dolomitenlauf           | 42 km s. dowolnym   | Riitta-Liisa Roponen | Julija Tichonowa     | Olga Roczewa      |
| 3. | 26 stycznia 2014 | Predazzo - Marcialonga          | 70 km s. klasycznym | Julija Tichonowa     | Seraina Boner        | Annika Löfström   |
| 4. | 9 lutego 2014    | Lamoura - Transjurassienne      | 54 km s. dowolnym   | Aurélie Dabudyk      | Olga Roczewa         | Célia Bourgeois   |
| 5. | 16 lutego 2014   | Otepää - Tartu Maraton          | 63 km s. klasycznym | Zawody odwołano      | Zawody odwołano      | Zawody odwołano   |
| 6. | 22 lutego 2014   | Hayward - American Birkebeiner  | 52 km s. dowolnym   | Caitlin Compton      | Antonella Confortola | Rosie Brennan     |
| 7. | 1 marca 2014     | Szklarska Poręba - Bieg Piastów | 50 km s. klasycznym | Zawody odwołano      | Zawody odwołano      | Zawody odwołano   |
| 8. | 9 marca 2014     | Samedan - Engadin Skimarathon   | 42 km s. dowolnym   | Riitta-Liisa Roponen | Bettina Gruber       | Katrin Zeller     |

## Klasyfikacje
| Lp. | Zawodniczka          | Punkty |
| --- | -------------------- | ------ |
| 1.  | Riitta-Liisa Roponen | 300    |
| 2.  | Antonella Confortola | 238    |
| 3.  | Seraina Boner        | 200    |
| 4.  | Julija Tichonowa     | 180    |
| 5.  | Olga Roczewa         | 172    |
| 6.  | Łarisa Szajdurowa    | 127    |
| 7.  | Célia Bourgeois      | 100    |
| 7.  | Aurélie Dabudyk      | 100    |
| 7.  | Caitlin Gregg        | 100    |
| 10. | Sini Alusniemi       | 90     |
| 11. | Bettina Gruber       | 80     |
| 12. | Rahel Imoberdorf     | 77     |
| 13. | Rosie Brennan        | 60     |
| 13. | Annika Löfström      | 60     |
| 13. | Katrin Zeller        | 60     |

| Lp. | Zawodnik             | Punkty |
| --- | -------------------- | ------ |
| 1.  | Tom Reichelt         | 228    |
| 2.  | Benoît Chauvet       | 223    |
| 2.  | Martin Koukal        | 223    |
| 4.  | Petr Novák           | 212    |
| 5.  | Toni Livers          | 170    |
| 6.  | Simone Paredi        | 164    |
| 7.  | Sergio Bonaldi       | 147    |
| 8.  | Christophe Perrillat | 102    |
| 8.  | Mathias Wibault      | 102    |
| 10. | Anders Gløersen      | 100    |
| 10. | Petter Northug       | 100    |
| 10. | Simen Østensen       | 100    |
| 13. | Ilja Maszkow         | 95     |
| 14. | Florian Kostner      | 93     |
| 15. | Alan Martinelli      | 86     |